# Bianco di Babbudoiu
Bianco di Babbudoiu è un film del 2016 diretto da Igor Biddau, che vede l'esordio cinematografico del trio comico Pino & gli anticorpi.

## Trama
I fratelli Michele e Roberto Mannu e il cognato Stefano Fais gestiscono le "Tenute Babbudoiu", un'azienda vinicola fondata nel 1948 nel comune di Sassari.
Sotto la loro guida la storica cantina è diventata una moderna realtà industriale del settore, in corsa verso nuovi traguardi nonostante le mille difficoltà che investono gli imprenditori dell'Italia di oggi: i soci vivono in controtendenza la crisi economica, organizzando convention faraoniche forti del successo dei loro vini, ma poco dopo i tre scoprono che la società ha accumulato 500.000 euro di debiti e hanno solo quindici giorni per trovare il denaro necessario.
I tre tenteranno qualsiasi strada per racimolare la cifra in un'escalation di disperazione, comicità, equivoci ed episodi rocamboleschi che non porteranno ad alcuna soluzione; quando tutto sembrerà perduto e i rapporti familiari ormai alla deriva, ecco però che si presenta davanti ai loro occhi la soluzione: un bicchiere di Bianco di Babbudoiu.

## Cast
Oltre a Pino e gli Anticorpi (Michele e Stefano Manca) e Roberto Fara, il film vede tra i protagonisti anche Caterina Murino. Tra i comprimari Carlotta Bazzu, Francesca Rossi e Daniela Simula, la partecipazione speciale di Marco Bazzoni, Dario Cassini, Valeria Graci, Domenico Raffaele (Dj Angelo), Benito Urgu, Massimiliano Medda e Jacopo Cullin. Nel cast figurano anche Riccardo Sati, Roberto Caccavo, Gabriele Cossu, Laura Calvia, Carlo Pieraccini, Luca Dettori e compaiono Manuel Rossi, Enzo Mugoni, Alessandro Scaramella, Aldo Milia, Andrea Coghene, Bianca Lay, Gavino Ruda, Daniele Coni, Nicola Virdis e Dario Tiano.

## Produzione
Il film è una coproduzione 3zero2tv, Firenze Produzioni e Babbudoiu Corporation.
Il film è stato girato in cinque settimane nel 2015, interamente in Sardegna, nella provincia di Sassari.

## Distribuzione
Il film è stato distribuito in tutta Italia da Lucky Red a partire dal 17 Marzo. Da agosto 2016 il film è in programmazione su Sky Cinema

## Accoglienza
Il film ha avuto una buona accoglienza in Sardegna, dove è rimasto in programmazione per 6 settimane e, nella prima, è stato il film più visto del weekend. Nel resto d’Italia è rimasto nelle sale una settimana avendo un’accoglienza modesta.

## Critica
La critica si è divisa tra recensioni positive e negative, mentre quelle del pubblico sono state generalmente positive, arrivando ad assegnare al film la valutazione di 4,3 su 5 su Coming Soon